# Первомайський (Казахстан)
Первома́йський (каз. Первомай) — селище у складі Шемонаїхинського району Східноказахстанської області Казахстану. Адміністративний центр Первомайської селищної адміністрації.
Населення — 3849 осіб (2021; 4597 у 2009, 7693 у 1999, 12402 у 1989).
Станом на 1989 рік селище мало статус селища міського типу.